# Centro cultural María Victoria Atencia
El Centro Cultural María Victoria Atencia se encuentra situado en Calle Ollerías, en el distrito Centro de Málaga, España, ostentando su nombre como reconocimiento a la escritora malagueña. También es conocido como Centro Cultural Provincial o, más generalmente, como Centro Cultural MVA.

## Historia
El centro está ubicado en lo que fue en su día la Casa de Expósitos, creada por el gremio de carpinteros en 1573. En el siglo XX tuvo vivienda los administradores de la Gota de Leche, con jardín y salida de carruajes. Uno de los últimos administradores fue el Sr. D. Matías Merino. Por el jardín en el que destacaba un enorme ficus salían los camiones que recogían la basura a los acogidos en las viviendas que se demolieron en los años 80 del siglo XX, situadas en la zona donde hoy esta la Plaza de Pepe Mena. A las familias que se desalojo se les dio viviendas en la barriada La Palma.
En 1983 la Diputación Provincial de Málaga crea, en el único edificio que no se demolió, y con entrada por calle Parra, un centro destinado al estudio de la generación del 27, que en 2000 sería ampliado, eliminando el jardín que estaba entre la vivienda del Administrador y el número 44 de calle Ollerías, para albergar un Centro Cultural.

## Instalaciones
El centro dispone 3000 m² de superficie en cuatro plantas. La comunicación entre el edificio del siglo XVIII y el de nueva construcción se hace a través de una escalera de metal y madera.
Las instalaciones contienen dos bibliotecas, la Cánovas del Castillo, que a su sala general une la infantil, y la Sala Andalucía, con hemeroteca y fondo de temas locales, y la biblioteca del Centro Generación del 27, figurando, así mismo, como sede de la Biblioteca Virtual de la Provincia de Málaga.[cita requerida]
Dispone de un salón de actos con capacidad para 286 personas, un archivo histórico y dos salas de exposiciones.